# 3-D Ultra Pinball
3-D Ultra Pinball là một dòng game máy tính pinball được phát triển bởi hãng Dynamix của Sierra Entertainment. Trò chơi cố gắng thoát khỏi thể loại arcade pinball truyền thống và sở hữu phần hình ảnh sống động, nhiều hơn một bàn cùng một lúc và "các mục tiêu tạm thời"(như tàu vũ trụ, yêu tinh và khủng long xuất hiện khắp bàn).

## 3-D Ultra Pinball
Tựa game gốc 3-D Ultra Pinball được phát hành vào năm 1995. Trò chơi này dựa trên tựa game mô phỏng không gian, Outpost. Có ba bàn chơi mang tên Colony, Command Post, và Mine. Mỗi bàn chứa một bộ năm thách thức. Những "bàn mini" nhỏ hơn xuất hiện với bộ cần gạt. Mục tiêu là xây dựng và khởi động Starship hoàn thành toàn bộ diễn biến trong game.

## 3-D Ultra Pinball: Creep Night
Phần thứ hai của game, Creep Night (1996) có một bộ phim kinh dị và 3 bàn khác nhau (và sau khi hoàn thành tất cả các thử thách trong một bàn, người chơi có thể đi đến những bàn khác):
- Castle, bị phân mảnh trong thị trấn, khu vực lâu đài và nghĩa địa. Các thử thách của gồm có Zombie, Goblin, Runaway (một con yêu tinh cưỡi một chiếc ATV chạy xuyên qua bàn), Vortex (nhiều quả bóng, trong đó bạn phải bắn vào xoáy nước) và Wraith (một con ma từ tính nữ cố gắng bắt bóng).
- Tower, một phòng thí nghiệm khoa học điên. Các thử thách gồm: Rat, Energy Gate (tương tự như Vortex, nhưng là "bóng đơn"), Beast, Goblin, và Dynamo. Sau khi hoàn thành tất cả năm thử thách, người chơi hồi sinh một con "quái vật Frankenstein" và cần phải đánh hắn ta 5 lần.
- Dungeon. Các thử thách gồm: Gobbler (một con ma đuổi theo quả bóng để ăn nó), Spiders, Dimension Door (nếu trúng, kích hoạt trò chơi giống như "Simon"), Trapdoor (tương tự như "Vortex") và Skeleton Escape (sáu bộ xương xuất hiện của các tế bào để bạn nhấn). Giống như trong Tower, sau khi đánh bại họ, một Catapult xuất hiện và người chơi phải đánh nó vài lần.

Sau khi hoàn thành cả ba bàn, bạn đến một bàn Castle đã thay đổi, với 5 thử thách mới. Điều này cũng đã được phát hành với một số bản demo của các tựa game khác của Sierra Online. 3-D Ultra Pinball: Creep Night nhận được 3/5 điểm từ MacUser.

## 3-D Ultra Pinball: The Lost Continent
Lost Continent(1997) có một bộ giống như Công viên kỷ Jura. Game có cốt truyện kể về một chiếc máy bay rơi xuống một hòn đảo nơi một thiên tài xấu xa, Heckla, đã tạo ra những con khủng long của các loài động vật khác và những người nguyên thủy sống ở đó. Giáo sư Spector, trợ lý Mary, và nhà thám hiểm Rex Hunter cố gắng trốn thoát trở lại thế giới hiện đại, giải cứu Neeka (một phụ nữ bộ lạc) và ngăn chặn Heckla và đội quân robot của anh ta. Bản này không có phần chơi thách thức, nhưng có tới 16 bàn, được chia thành 3 "khu vực": Jungle, Temple và Chambers (Phòng thí nghiệm của Heckla).

## 3-D Ultra NASCAR Pinball
Như tiêu đề nêu trên, đây là một pinball lấy chủ đề NASCAR phát hành vào năm 1998. Trò chơi chỉ có ba loại sân: garage, track và pitstop. Game còn sở hữu những tay lái NASCAR nổi tiếng như Dale Earnhart và Bobby Labonte là những nhân vật có thể chơi được, nhưng sự lựa chọn chỉ ảnh hưởng đến bình luận âm thanh và trang trí sân nền.

## 3-D Ultra Pinball Power
Power(1999) là một bản tổng hợp được phát hành vào năm 1999, gồm cả bản đầu tiên, Creep Night và Lost Continent, và thêm phần bonus, The Incredible Machine và một bản demo của 3-D Ultra Golf.

## 3-D Ultra Pinball: Thrill Ride
Phần cuối cùng được phát hành, Thrill Ride (1999), cũng nhận thêm phiên bản Game Boy Color. Phiên bản PC đã được đưa vào Game Room của Sierra dành cho PC vào năm 2004. Nó lấy bối cảnh ở Hersheypark với các trò tàu lượn và công viên chủ đề như thêm các câu đố và bàn chơi pinball.
Thrill Ride có một bàn chơi chính thức, nhân đôi thành một khu vực cho các câu đố Fun Zone, và một bàn chơi thứ hai Thrill Zone ở bên kia. Có hai bờ dốc nhiều tầng, một tàu lượn siêu tốc (Wildcat) và một tàu trượt nước (Coal Cracker). Hai trò giải đố Fun Zone này sẽ gửi người chơi đến một bàn thứ hai mang tên River Rafting và một trò tàu lượn Lightning Racer Virtual Coaster.
Chơi chung tiến hành khi bạn hoàn thành sáu thử thách—hoàn tất 5 câu đố Fun Zone, hoàn thành 5 câu đố Thrill Zone, nhận điểm Thrill (các chữ cái đánh vần thành THRILLRIDE) để kích hoạt và hoàn thành câu đố Nighttime Fantasy. Chơi qua tất cả các trò tàu lượn (kích hoạt tất cả 10 câu đố khu vực), kích hoạt cả multiball và thường xuyên ghé thăm thanh Snack Bar cũng cần thiết để hoàn thành màn chơi Chung. Hoàn thành tất cả sáu thử thách sẽ kích hoạt câu đố "Lights Out", phá vỡ bóng đèn bằng quả bóng; khi điều này được thực hiện, cả bàn sẽ chuyển sang chế độ Nighttime Fantasy Multiball trước khi đặt lại bàn chơi (tiếp tục chơi và có thể tắt nhiều Lights Out đều được hết).
Ngoài ra, còn có một số nhiệm vụ và phần thưởng nhỏ khác (đánh dấu để kích hoạt thanh Fun Zone, v.v.) và Hide and Seek của Hershey để đánh vào Snack Bar 50 lần, trong đó một số điều trị hoạt hình ẩn xung quanh bảng chính và phải được bắt bằng quả bóng.